# Martin Widmaier
Martin Widmaier (geboren 1960 in Darmstadt) ist ein deutscher Pianist und Musikpädagoge.

## Werdegang
Widmaier war Stipendiat der Studienstiftung des deutschen Volkes und studierte Klavier in Karlsruhe, Salzburg und Köln; „während zweier wichtiger Jahre“ war er Schüler von Maria Curcio in London. Außerdem nahm er Kompositionsunterricht bei Cesar Bresgen und Dirigierunterricht bei Arturo Tamayo; später folgte ein musikpädagogisches Doktoratsstudium bei Peter Röbke in Wien.
1978 wurde er im Bundeswettbewerb „Jugend musiziert“ mit einem ersten Preis ausgezeichnet, 1989/1990 in den internationalen Klavierwettbewerben „Premio Vincenzo Bellini“ (Caltanissetta) und „Premio Yamaha“ (Stresa) mit zweiten Preisen. 1994 bezeichnete ihn der Berliner Tagesspiegel als „eigenwillige Künstlerpersönlichkeit, wie sie in den großen Konzertsälen kaum mehr gedeiht“. 2008 wurde er auf eine Professur für Klavier und Fachdidaktik an der Robert-Schumann-Hochschule Düsseldorf berufen; seit 2018 versieht er auch einen Lehrauftrag für Musikpädagogik an der Universität für Musik und darstellende Kunst Wien.
In seinen Veröffentlichungen interessiert sich Widmaier immer wieder für systemtheoretische Ansätze, etwa das „Differenzielle Lernen“ des Sportwissenschaftlers Wolfgang Schöllhorn oder das „Vierkomponentenmodell“ des Pädagogen und Psychologen Wolfgang Sehringer.

## Veröffentlichungen (Auswahl)
- Das kleine Land. Alles für den Anfang am Klavier. 2 Bände, Peters, Frankfurt 2005/2006.
- 24 achttaktige Etüden nach Frédéric Chopin. Peters, Frankfurt 2011.
- Basic Scales for Piano. Naresuan University Publishing House, Phitsanulok 2015.
- Zur Systemdynamik des Übens. Differenzielles Lernen am Klavier. Schott, Mainz 2016.
- Sonne, Mond und Sterne. 20 Lieder im Tages- und Jahreskreis. Internetveröffentlichung unter freier Lizenz auf www.martinwidmaier.de, Mainz 2020.
- Aufsätze in der Fachzeitschrift Üben & Musizieren (Heft 3/2000, 2/2001, 6/2003, 3/2007, 3/2009, 3/2015, 1/2020, 3/2023).
- Aufsätze in den EPTA-Dokumentationen der European Piano Teachers Association, Sektion Deutschland (Jahrgang 2002/2003, 2005/2006, 2006/2007, 2008/2009, 2012, 2017/2018).

## Informationsbasis